# Salcia (Teleorman)
Pour les articles homonymes, voir Salcia.
Salcia est une commune du județ de Teleorman en Roumanie.